# Badminton-Afrikameisterschaft 2007
Die Badminton-Afrikameisterschaft 2007 war die 14. Auflage der Titelkämpfe im Badminton auf dem afrikanischen Kontinent. Sie fand vom 21. bis 26. Mai 2007 in Beau Bassin-Rose Hill statt.

## Austragungsort
- Stadium Badminton Rose Hill, National Badminton Centre, Duncan Taylor Street

## Medaillengewinner
| Disziplin    | Gold | Silber | Bronze |
| ------------ | --- | --- | --- |
| Herreneinzel | Nabil Lasmari | Eli Mambwe | Chris Dednam |
| Herreneinzel | Nabil Lasmari | Eli Mambwe | Edwin Ekiring |
| Dameneinzel  | Grace Daniel | Kerry-Lee Harrington | Stacey Doubell |
| Dameneinzel  | Grace Daniel | Kerry-Lee Harrington | Karen Foo Kune |
| Herrendoppel | Roelof Dednam Chris Dednam                                                                                                  | Georgie Cupidon Steve Malcouzane | Nabil Lasmari Ammar Zeradine |
| Herrendoppel | Roelof Dednam Chris Dednam                                                                                                  | Georgie Cupidon Steve Malcouzane | Stephan Beeharry Vishal Sawaram |
| Damendoppel  | Michelle Edwards Chantal Botts                                                                                              | Grace Daniel Karen Foo Kune | Juliette Ah-Wan Catherina Paulin |
| Damendoppel  | Michelle Edwards Chantal Botts                                                                                              | Grace Daniel Karen Foo Kune | Stacey Doubell Kerry-Lee Harrington |
| Mixed        | Georgie Cupidon Juliette Ah-Wan                                                                                             | Chris Dednam Michelle Edwards | Eli Mambwe Ogar Siamupangila |
| Mixed        | Georgie Cupidon Juliette Ah-Wan                                                                                             | Chris Dednam Michelle Edwards | Stephan Beeharry Karen Foo Kune |
| Team         | Seychellen Georgie Cupidon Nicholas Jumaye Steve Malcouzane Juliette Ah-Wan Cynthia Course Shirley Etienne Catherina Paulin | Südafrika Robert Abrahams Chris Dednam Roelof Dednam Enrico James Willem Viljoen Chantal Botts Stacey Doubell Michelle Edwards Kerry-Lee Harrington | Mauritius Lloyd Alam Stephan Beeharry Sahir Edoo Yoni Louison Vishal Sawaram Neeresh Ramtohul Chis Umanee Deborah Baillache Karen Foo Kune Kate Foo Kune Yeldi Louison Marlyse Marquer |
| Team         | Seychellen Georgie Cupidon Nicholas Jumaye Steve Malcouzane Juliette Ah-Wan Cynthia Course Shirley Etienne Catherina Paulin | Südafrika Robert Abrahams Chris Dednam Roelof Dednam Enrico James Willem Viljoen Chantal Botts Stacey Doubell Michelle Edwards Kerry-Lee Harrington | Sambia Eli Mambwe Lucio Mambwe Juma Muwowo Jean Mabiza Delphine Nakanyika Ogar Siamupangila                                                                                            |

## Herreneinzel
- Otsile Marumo -  Edouard Razafimamamtema: 14-21 / 21-18 / 21-10
- Amir Shapira –  Godwin Mathumo: 21-16 / 21-16
- Mpiwa Basenogile –  Mohamed Idir Mohlous: 21-16 / 21-11
- Steve Malcouzane –  Vishal Sawaram: 21-9 / 21-9
- Bikoumou Jonathan –  M. Martin: 21-13 / 21-16
- Lala Razakasoavina -  Yvan Maniratanga: 21-5 / 21-9
- Nabil Lasmari -  Feno Ratovonjanahary: 21-13 / 21-6
- Neeresh Ramtohul –  Nicholas Jumaye: 15-21 / 21-17 / 21-12
- Robert Abrahams –  Bakala Vyck Cheri: 21-9 / 21-13
- Yoni Dany Louison -  Lala Razakasoavina: 21-11 / 21-14
- Roelof Dednam –  Harold Themba Ndaba: 21-7 / 21-13
- Edwin Ekiring –  Enrico James: 21-10 / 21-12
- Amir Shapira –  Daniel Opondo: 21-11 / 21-14
- Stephan Beeharry –  Mpiwa Basenogile: 21-16 / 21-10
- Willem Viljoen -  Marc Alberto Haja Vonjinirina: 21-18 / 21-18
- Steve Malcouzane -  Sajayan Poyyathara Balan: 21-8 / 21-8
- Lloyd Alam –  Bikoumou Jonathan: 15-21 / 21-15 / 23-21
- Zeradine Ammar -  Marc Jocelyn Aina Vonjinirina: 21-6 / 21-8
- Patrick Ruto –  Chis Umanee: 21-17 / 29-27
- Eli Mambwe –  Orideetse Thela: 21-7 / 21-10
- Otsile Marumo –  Salim Belmahy: 21-16 / 20-22 / 21-14
- Chris Dednam -  Eric Niyonggabo: 21-2 / 21-4
- Nabil Lasmari –  Neeresh Ramtohul: 21-11 / 21-5
- Robert Abrahams –  Yoni Dany Louison: 17-21 / 21-12 / 21-17
- Roelof Dednam –  Otsile Marumo: 21-14 / 21-15
- Edwin Ekiring –  Amir Shapira: 21-0 / 21-0 / 21-0
- Stephan Beeharry –  Willem Viljoen: 10-21 / 22-20 / 21-12
- Chris Dednam –  Steve Malcouzane: 21-9 / 21-18
- Zeradine Ammar –  Lloyd Alam: 21-9 / 21-17
- Eli Mambwe –  Patrick Ruto: 21-9 / 21-5
- Nabil Lasmari –  Robert Abrahams: 21-7 / 21-14
- Edwin Ekiring –  Roelof Dednam: 21-18 / 21-14
- Chris Dednam –  Stephan Beeharry: 21-13 / 21-14
- Eli Mambwe –  Zeradine Ammar: 21-12 / 21-18
- Nabil Lasmari –  Edwin Ekiring: 21-12 / 21-17
- Eli Mambwe –  Chris Dednam: 21-18 / 21-23 / 24-22
- Nabil Lasmari –  Eli Mambwe: 21-16 / 23-21

## Dameneinzel
- Ogar Siamupangila –  Alube Anita: 21-12 / 21-6
- Kerry-Lee Harrington –  Rita Njeri Ndungu: 21-17 / 21-14
- Leo Chinga –  Delphine Nakanyika: 21-7 / 21-11
- Kate Foo Kune –  Irene Kerimah: 21-12 / 21-13
- Yeldi Louison –  Hocine Ahlem: 21-12 / 21-13
- Cynthia Course –  Keletso Morapedi: 21-16 / 21-17
- Shirley Etienne –  Ryma Boudalaa: 21-14 / 21-19
- Karen Foo Kune -  Hitomi Razafimamtema: 21-10 / 21-8
- Ogar Siamupangila –  Catherina Paulin: 21-13 / 21-13
- Kerry-Lee Harrington –  Leungo Tshweneetsile: 21-16 / 21-19
- Marlyse Marquer –  Shirley Etienne: 21-18 / 19-21 / 21-13
- Juliette Ah-Wan –  Leo Chinga: 21-12 / 21-13
- Grace Daniel –  Kate Foo Kune: 21-6 / 21-3
- Deborah Baillache –  Yeldi Louison: 21-16 / 21-14
- Stacey Doubell –  Cynthia Course: 21-17 / 21-12
- Karen Foo Kune –  Ogar Siamupangila: 21-18 / 19-21 / 21-18
- Kerry-Lee Harrington –  Marlyse Marquer: 21-10 / 21-12
- Grace Daniel –  Juliette Ah-Wan: 21-10 / 21-17
- Stacey Doubell –  Deborah Baillache: 21-14 / 21-16
- Kerry-Lee Harrington –  Karen Foo Kune: 21-15 / 21-19
- Grace Daniel –  Stacey Doubell: 21-7 / 21-11
- Grace Daniel –  Kerry-Lee Harrington: 21-16 / 21-16

## Herrendoppel
- Marc Jocelyn Aina Vonjinirina /  Marc Alberto Haja Vonjinirina –  M. Martin /  Mpiwa Basenogile: 21-16 / 21-16
- Chris Dednam /  Roelof Dednam –  Godwin Mathumo /  Otsile Marumo: 21-8 / 21-9
- Lloyd Alam /  Yoni Dany Louison –  Bakala Vyck Cheri /  Bikoumou Jonathan: 21-13 / 21-18
- Stephan Beeharry /  Vishal Sawaram -  Feno Ratovonjanahary /  Edouard Razafimamamtema: 21-9 / 21-15
- Nicholas Jumaye /  Robert Abrahams -  Sajayan Poyyathara Balan /  Mohamed Idir Mohlous: 21-11 / 21-17
- Chis Umanee /  Sahir Edoo -  Marc Jocelyn Aina Vonjinirina /  Marc Alberto Haja Vonjinirina: 24-22 / 21-17
- Nabil Lasmari /  Zeradine Ammar –  Daniel Opondo /  Patrick Ruto: 21-11 / 21-10
- Georgie Cupidon /  Steve Malcouzane –  Harold Themba Ndaba /  Orideetse Thela: 21-9 / 21-17
- Enrico James /  Willem Viljoen -  Yvan Maniratanga /  Eric Niyonggabo: 21-10 / 21-6
- Chris Dednam /  Roelof Dednam –  Lloyd Alam /  Yoni Dany Louison: 21-9 / 21-10
- Stephan Beeharry /  Vishal Sawaram –  Nicholas Jumaye /  Robert Abrahams: 21-8 / 21-18
- Nabil Lasmari /  Zeradine Ammar –  Chis Umanee /  Sahir Edoo: 21-11 / 21-13
- Georgie Cupidon /  Steve Malcouzane –  Enrico James /  Willem Viljoen: 21-17 / 21-19
- Chris Dednam /  Roelof Dednam –  Stephan Beeharry /  Vishal Sawaram: 21-12 / 21-9
- Georgie Cupidon /  Steve Malcouzane –  Nabil Lasmari /  Zeradine Ammar: 21-16 / 16-21 / 21-17
- Chris Dednam /  Roelof Dednam –  Georgie Cupidon /  Steve Malcouzane: 21-17 / 21-16

## Damendoppel
- Deborah Baillache /  Marlyse Marquer –  Delphine Nakanyika /  Ogar Siamupangila: 21-14 / 21-17
- Cynthia Course /  Shirley Etienne –  Leo Chinga /  Leungo Tshweneetsile: 21-19 / 25-23
- Chantal Botts /  Michelle Edwards –  Irene Kerimah /  Rita Njeri Ndungu: 21-9 / 21-8
- Juliette Ah-Wan /  Catherina Paulin –  Deborah Baillache /  Marlyse Marquer: 21-10 / 21-12
- Grace Daniel /  Karen Foo Kune –  Cynthia Course /  Shirley Etienne: 0-21 / 0-21 / 0-21
- Stacey Doubell /  Kerry-Lee Harrington –  Kate Foo Kune /  Yeldi Louison: 21-12 / 21-12
- Chantal Botts /  Michelle Edwards –  Juliette Ah-Wan /  Catherina Paulin: 21-17 / 21-19
- Grace Daniel /  Karen Foo Kune –  Stacey Doubell /  Kerry-Lee Harrington: 21-18 / 21-12
- Chantal Botts /  Michelle Edwards –  Grace Daniel /  Karen Foo Kune: 21-19 / 21-12

## Mixed
- Yoni Dany Louison /  Yeldi Louison -  Lala Razakasoavina /  Hitomi Razafimamtema: 21-8 / 21-23 / 21-18
- Willem Viljoen /  Chantal Botts –  Harold Themba Ndaba /  Keletso Morapedi: 21-8 / 21-10
- Patrick Ruto /  Rita Njeri Ndungu -  Sajayan Poyyathara Balan /  Hocine Ahlem: 21-15 / 21-10
- Steve Malcouzane /  Catherina Paulin –  Mpiwa Basenogile /  Leo Chinga: 21-8 / 21-7
- Enrico James /  Stacey Doubell –  Mohamed Idir Mohlous /  Ryma Boudalaa: 21-13 / 21-14
- Georgie Cupidon /  Juliette Ah-Wan –  Daniel Opondo /  Irene Kerimah: 21-8 / 21-9
- Orideetse Thela /  Leungo Tshweneetsile –  Yoni Dany Louison /  Yeldi Louison: 21-11 / 21-10
- Stephan Beeharry /  Karen Foo Kune –  Enrico James /  Stacey Doubell: 21-14 / 23-21
- Willem Viljoen /  Chantal Botts –  Chis Umanee /  Kate Foo Kune: 21-16 / 21-11
- Chris Dednam /  Michelle Edwards –  Patrick Ruto /  Rita Njeri Ndungu: 21-5 / 21-9
- Sahir Edoo /  Deborah Baillache –  Steve Malcouzane /  Catherina Paulin: 21-9 / 21-15
- Eli Mambwe /  Ogar Siamupangila –  Nicholas Jumaye /  Shirley Etienne: 21-13 / 21-12
- Roelof Dednam /  Kerry-Lee Harrington –  Lloyd Alam /  : 21-11 / 21-17
- Georgie Cupidon /  Juliette Ah-Wan –  Orideetse Thela /  Leungo Tshweneetsile: 21-11 / 21-14
- Stephan Beeharry /  Karen Foo Kune –  Roelof Dednam /  Kerry-Lee Harrington: 21-17 / 12-21 / 21-19
- Chris Dednam /  Michelle Edwards –  Willem Viljoen /  Chantal Botts: 21-18 / 21-15
- Eli Mambwe /  Ogar Siamupangila –  Sahir Edoo /  Deborah Baillache: 21-9 / 21-15
- Georgie Cupidon /  Juliette Ah-Wan –  Stephan Beeharry /  Karen Foo Kune: 21-14 / 21-13
- Chris Dednam /  Michelle Edwards –  Eli Mambwe /  Ogar Siamupangila: 21-14 / 21-12
- Georgie Cupidon /  Juliette Ah-Wan –  Chris Dednam /  Michelle Edwards: 21-16 / 11-21 / 21-15